# Timepiece
Timepiece è un album in studio del cantante statunitense Kenny Rogers, pubblicato nel 1994.
Il disco contiene interpretazioni di standard jazz degli anni '30 e '40.

## Tracce
1. I Remember You – 5:08 (testo: Johnny Mercer – musica: Victor Schertzinger)
2. But Beautiful – 5:00 (testo: Johnny Burke – musica: Jimmy Van Heusen)
3. When I Fall in Love – 4:15 (testo: Edward Heyman – musica: Victor Young)
4. Love Is Here to Stay – 2:56 (testo: Ira Gershwin – musica: George Gershwin)
5. The Nearness of You – 4:36 (testo: Ned Washington – musica: Hoagy Carmichael)
6. My Funny Valentine – 4:52 (testo: Lorenz Hart – musica: Richard Rodgers)
7. Love Is Just Around the Corner – 2:28 (testo: Leo Robin – musica: Lewis E. Gensler)
8. Where or When – 4:15 (testo: Lorenz Hart – musica: Richard Rodgers)
9. My Romance – 5:03 (testo: Lorenz Hart – musica: Richard Rodgers)
10. In the Wee Small Hours of the Morning – 4:10 (testo: Bob Hilliard – musica: David Mann)
11. I Get Along Without You Very Well – 5:40 (testo: Hoagy Carmichael – musica: Hoagy Carmichael)
12. You Are So Beautiful – 3:25 (testo: Bruce Fisher, Billy Preston – musica: Bruce Fisher, Billy Preston)